# آلباتروس ابروسیاه
آلباتروس ابروسیاه (نام علمی: Thalassarche melanophrys) نام یک گونه از شاخه طنابداران است.